# Citroën FAF
Il Citroën FAF è stato un programma industriale internazionale, studiato per la realizzazione di veicoli utilitari, sulla base dell'autotelaio 2CV, da costruire direttamente nei paesi sottosviluppati o privi di locale industria automobilistica.

## Storia
Le vetture FAF derivavano direttamente dalla famiglia della 2CV. Il nome scelto da Citroën è un acronimo derivante dal francese, che sta per "Facile à fabriquer", ma anche per "Facile à financer".
Ciò lasciava intuire molto sulla semplicità costruttiva di queste vettura. La FAF era un'auto di estrema semplicità costruttiva pensata principalmente per i paesi del Terzo Mondo. Con la 2CV condivideva pianale e meccanica. Per la particolarità dell'auto in questione, per il suo obiettivo commerciale e per la similitudine in alcune sue soluzioni tecniche è ulteriormente accostabile in particolare alla Citroën Méhari. La differenza principale tra le due vetture stava nel materiale con cui era costruita la carrozzeria, ossia plastica per la Méhari e lamiera d'acciaio per la FAF.
Nonostante l'obiettivo principale fosse quello di introdurre un'auto a costi bassissimi in Paesi decisamente poveri, la FAF non riuscì nell'impresa, poiché le popolazioni africane si sentirono discriminate dal fatto di poter disporre di un'auto, a loro detta, di seconda scelta.
Nonostante le migliori intenzioni della Casa francese, quindi, la FAF non incontrò il successo sperato, e dirottò la produzione in Paesi come la Spagna, la Grecia e il Cile, arrivando a produrre solo 800 esemplari. In particolare, in Grecia prese il nome di Citroën Pony e in Cile quello di Yagàn.